# El Lugar de Su Presencia
El Lugar de Su Presencia é uma megaigreja cristã evangélica carismática multissítio situada em Bogotá, Colômbia. 

## História

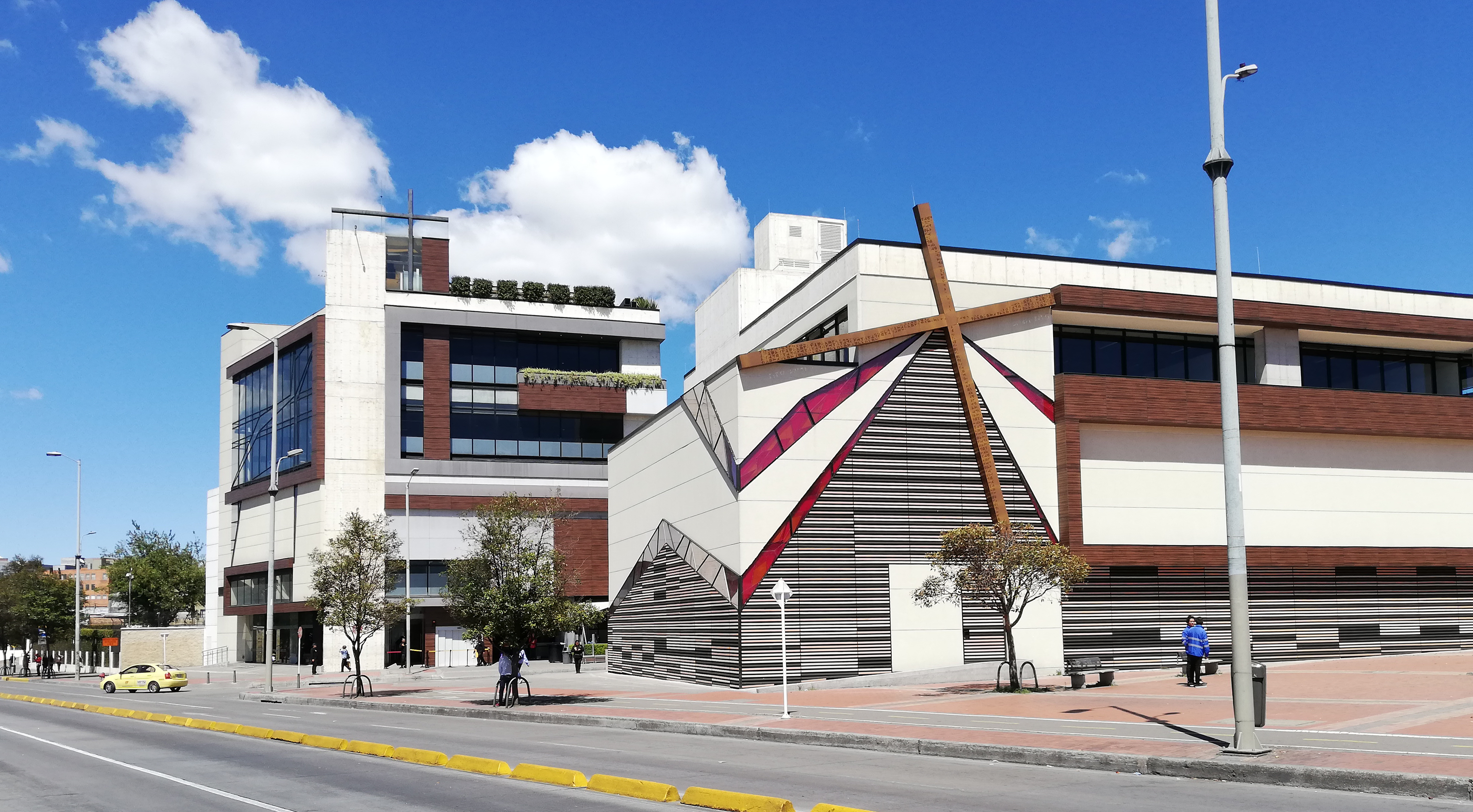
Edifício del Lugar de Su Presencia.

Em 1993, a igreja foi fundada pelo pastor Andrés e sua esposa Rocío com seu primeiro serviço em uma casa sob o nome do "Amistad Cristiana". Em 2007, a igreja inaugurou um novo templo com um auditório de 2.000 lugares.   Em 2015, ampliou o auditório para ocupar 3.000 cadeiras.  Em 2017, ela estabeleceu igrejas em outras cidades do país e nos Estados Unidos. Em 2018, a igreja teria 42.000 pessoas. 

## Crenças
A igreja tem uma confissão de fé carismática.